# ایست لگزینگتون (ویرجینیا)
ایست لگزینگتون (به انگلیسی: East Lexington) یک منطقهٔ مسکونی در ایالات متحده آمریکا است که در شهرستان راک‌بریج  واقع شده‌است.